# Dvorišće Ozaljsko
Dvorišće Ozaljsko is een plaats in de gemeente Ozalj in de Kroatische provincie Karlovac. De plaats telt 48 inwoners (2001).